# Сонька — Золотая Ручка (телесериал)
«Со́нька — Золота́я Ру́чка» — российский двенадцатисерийный телевизионный художественный фильм, телесериал снятый в 2007 году режиссёром Виктором Мережко. Фильм рассказывает об аферистке и мошеннице конца XIX века Софье Блювштейн (Шейндля Соломониак).

## Сюжет
Сериал повествует об истории жизни аферистки, королевы воровского мира 1870-х годов Соньке по прозвищу «Золотая ручка», криминальный талант которой превратил её жизнь в опасную игру. Долгое время женщина «гастролировала» как по Российской империи, так и за пределами страны.

## Создание
Тему фильма подсказал продюсер Владимир Досталь. Режиссёр сериала Виктор Мережко назвал фильм возвращением к «достоевщине».
Съёмки проходили в Санкт-Петербурге, Одессе, Ялте, Карелии. На роль Соньки пробовалось более 70 актрис. За время съёмок только для Анастасии Микульчиной было пошито 50 костюмов. Поэтому каждая серия обходилась заказчикам в 250 тысяч долларов.
В 2010 году вышло продолжение сериала — «Сонька. Продолжение легенды».

## В ролях
- Анастасия Микульчина — Софья Блювштейн ( по прозвищу: Сонька «Золотая ручка»), мошенница
- Анна Банщикова — Фейга, сестра Соньки
- Богдан Ступка — Лейба Соломониак, отец Соньки (‡)
- Зоя Буряк — Евдокия, мачеха Соньки
- Ирина Алфёрова — пани Елена, портниха
- Ирина Шевчук — пани Мария
- Олег Басилашвили — Левит Лазаревич Санданович, старый авторитетный вор
- Игорь Ботвин — Михель Блювштейн
- Иван Бортник — штабс-капитан Горелов
- Виктор Мережко — «Мамай», глава криминальной организации «Червонный валет»
- Дмитрий Нагиев — Солодов, комендант Сахалинской каторги
- Светлана Крючкова — одесская бандерша
- Лариса Малеванная — Варвара Тихоновна, генеральша
- Зиновий Высоковский — одесский вор
- Виталий Кузьмин — подпоручик Горожанский
- Роман Нечаев — граф Орловский
- Андрей Толубеев — «Мотя Бессарабский» (Матвей Абрамович), глава воров в Одессе
- Сергей Перегудов — «Володя Кочубчик» (Вольф Бромберг), одесский марвихер
- Денис Старков — Сеня Ясный
- Ирина Соколова — Блювштейн-мать
- Николай Мартон — Блювштейн-отец
- Анастасия Мельникова — Груня Гудзенко, каторжанка
- Валерий Кухарешин — Филипп Гарро
- Михаил Карпенко — «Красавчик», вор
- Леонид Ниценко — Хлебников, владелец ювелирного магазина
- Юрий Лопарёв — блатной
- Леонид Неведомский — Соболев, полицмейстер
- Ирина Основина — «Галя Пузатая», хозяйка борделя на Дерибасовской
- Виктор Смирнов — пристав Трынько
- Роман Громадский — градоначальник
- Елена Драпеко — старший конвоир
- Юрий Беляев — Влас Михайлович Дорошевич, писатель
- Зинаида Шарко — «Манька Портовая», старая одесская воровка
- Андрей Феськов — Иван Студенецкий, продавец ювелирного магазина
- Станислав Концевич — пан Казимир Тобольский, польский коммерсант
- Сергей Мурзин — Артур, московский вор
- Андрей Шарков — Абрам Циммерман, хозяин ювелирной лавки
- Данил Лавренов — Мойша Циммерман
- Зоя Виноградова — хозяйка избы (вдова декабриста)
- Андрей Кузнецов — следователь
- Юрий Лазарев — следователь

## Восприятие
Корреспондент «Литературной газеты» Николай Романов оценил сериал крайне прохладно. В частности, он раскритиковал героизацию преступницы-авантюристки Софьи Блювштейн и криминального мира, слабую актёрскую игру Виктора Мережко и устаревание легенды о Соньке, написав следующее:

Не стоит ссылаться на великие примеры прославления криминала. «Сонька — ЗР» не стала «Крёстной Сонькой». Мережко не стал Копполой. […] Что дальше в творческих планах режиссёра? Неужели восторженная сага о Властилине, оставившей нищими тысячи людей? Вполне вероятно. […] Надо заметить, что по бандитскому поверью, к этому месту ходят за воровской удачей.— Николай Романов